# Jay C. Flippen
Jay C. Flippen, född 6 mars 1899 i Little Rock, Arkansas, död 3 februari 1971 i Los Angeles, Kalifornien, var en amerikansk skådespelare. Flippen medverkade som birollsskådespelare i många westernfilmer under 1950-talet.

## Filmografi i urval
- 1947 – Med våldets rätt
- 1948 – Kärlek till döds
- 1949 – Inteckning i livet
- 1950 – Winchester '73
- 1951 – Attack i luften
- 1951 – Fallet O'Hara
- 1951 – Skaffa mej en man
- 1952 – Hej tomtegubbar
- 1952 – Landet bortom bergen
- 1953 – Vild ungdom
- 1953 – Bragdernas man
- 1954 – Farornas land
- 1955 – Alltid vackert väder
- 1955 – Rymden är mitt liv
- 1955 – Mannen utan öde
- 1955 – Oklahoma!
- 1956 – Spelet är förlorat
- 1957 – Duell bland bergen
- 1960 – Vredens flod
- 1965 – Cat Ballou skjuter skarpt
- 1968 – Duellen i Firecreek